# 1890 en arts plastiques
| Années des arts plastiques : 1887 - 1888 - 1889 - 1890 - 1891 - 1892 - 1893    |
| Décennies des arts plastiques : 1860 - 1870 - 1880 - 1890 - 1900 - 1910 - 1920 |

Cette page concerne l'année 1890 en arts plastiques.

## Événements
- Donation par Eugène Piot d'une partie de sa collection de gravures au cabinet des Estampes de la Bibliothèque nationale à Paris, ainsi que d'objets d'art au musée du Louvre (dont la Madonne Piot)[1].
- 18 janvier - 28 février : ouverture à Bruxelles du septième Salon des XX[2].
- 15 septembre - 16 novembre : ouverture du Salon de Bruxelles de 1890[3].

## Œuvres

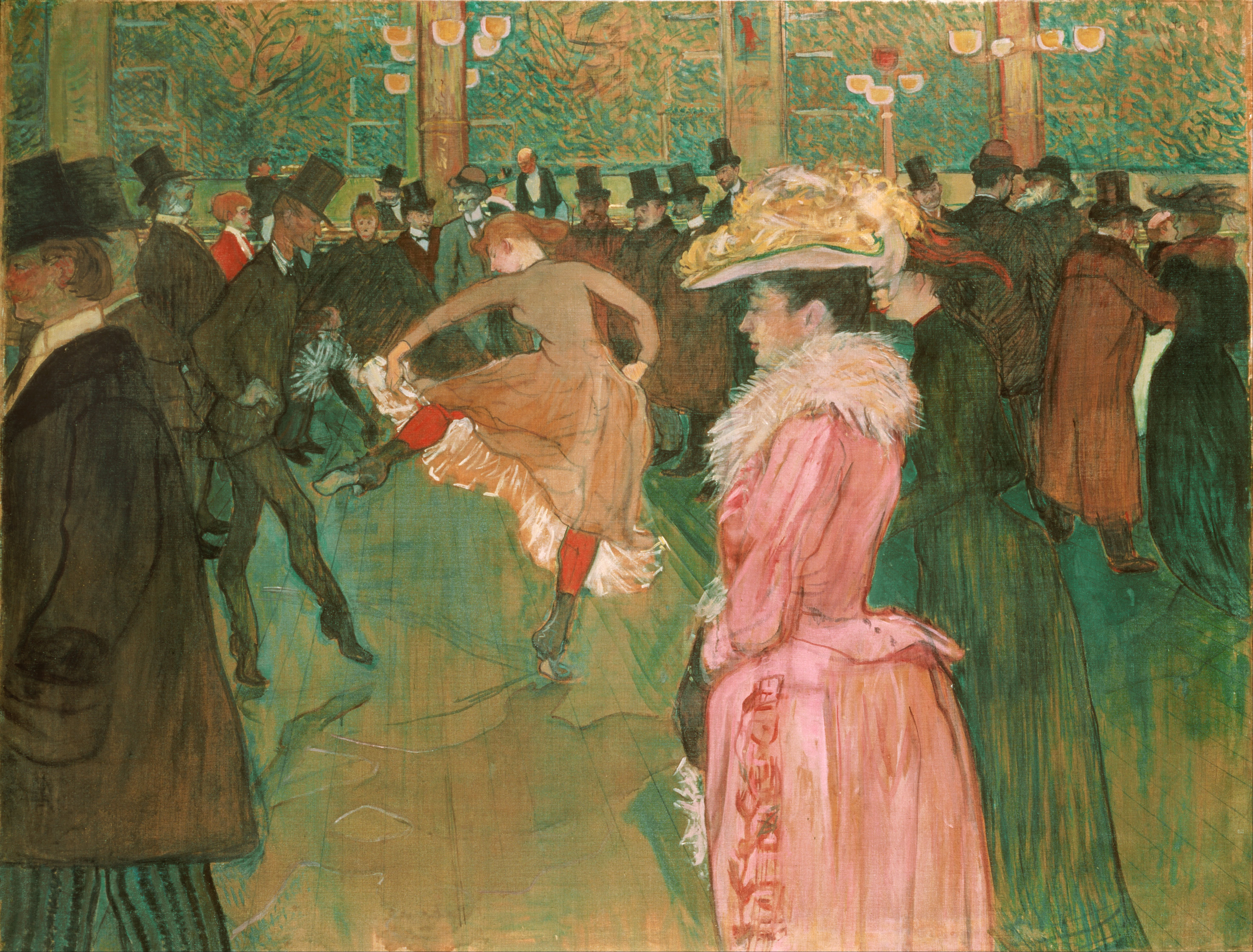
La danse au Moulin Rouge, de Henri de Toulouse-Lautrec.

- La Danse au Moulin Rouge de Toulouse-Lautrec.
- En canot sur l'Epte de Claude Monet.
- Pygmalion et Galatée de Jean-Léon Gérôme.
- Gamines de Louise-Catherine Breslau

## Naissances
- 4 janvier : Rafael Barradas, dessinateur et peintre uruguayen († 12 février 1929),
- 10 janvier : Henryk Gotlib, peintre, dessinateur, graveur et écrivain britannique d'origine polonaise († 30 décembre 1966),
- 11 janvier : Constantin Font, peintre, sculpteur et graveur français († 1954),
- 13 janvier : Marie-Aimée Coutant, peintre française († 16 mars 1947),
- 14 janvier : Petar Dobrović, peintre et homme politique serbe puis yougoslave, d'origine hongroise († 21 janvier 1942),
- 24 janvier : Mathilde Arbey, peintre française († 16 décembre 1966),
- 25 janvier : Manuel Cabré, peintre vénézuélien  († 26 février 1984),
- 26 janvier : Charles Blanc-Gatti, peintre suisse († 7 avril 1966),
- 11 février : Léa Lafugie, exploratrice et peintre française († 18 juin 1972),
- 13 février : François Angeli, peintre et graveur français († 30 mai 1974),
- 15 février : Nguyen Nam Son, peintre vietnamien  († 26 janvier 1973),
- 22 février :
  - Jean de Gaigneron, peintre français († 30 janvier 1976),
  - Alfred Ernest Peter, peintre naïf suisse († 1980),
  - Jean Pougny, peintre franco-russe († 28 décembre 1956),
- 28 février : Émile Simon, peintre français († 25 septembre 1976),
- 4 mars : Adrien Ouvrier,  peintre français († 17 août 1947),
- 5 mars : Anna Quinquaud, sculptrice française († 25 décembre 1984),
- 9 mars : Daniel Girard, illustrateur, peintre et graveur français † 14 novembre 1970),
- 10 mars : Jacques Simon, peintre et vitrailliste français († 10 mars 1974),
- 16 mars : René Durey, peintre français († 10 novembre 1959),
- 24 mars : Tommaso Cascella, peintre italien († 8 décembre 1968),
- 26 mars : André Hallet, peintre belge († 18 avril 1959),
- 7 avril :
  - Georges Capon, peintre et lithographe français († 1er novembre 1980),
  - Joachim Le Botmel, peintre et décorateur français († 15 décembre 1979),
  - Adam Styka, peintre orientaliste polonais, naturalisé français († 23 septembre 1959),
- 16 avril : Jacob Bendien, peintre, dessinateur et critique d'art néerlandais († 16 décembre 1933),
- 18 avril : Raoul Guérin, dessinateur satirique français († 1984),
- 19 avril : Auguste Goichon, peintre et illustrateur français († 5 septembre 1961),
- 28 avril :
  - Pauline Peugniez, peintre française († 15 juin 1987),
  - Erica von Kager, peintre et illustratrice suisse († 26 mars 1975),
- 4 mai : Arthur Kolnik, peintre polonais († 1972),
- 7 mai : Arnaldo Ginna, peintre, sculpteur et réalisateur futuriste italien († 26 septembre 1982),
- 15 mai : Alexandre Stoppelaëre, peintre, aquarelliste, dessinateur, professeur, archéologue et égyptologue français († 13 avril 1978),
- 12 juin : Egon Schiele, peintre et dessinateur autrichien († 31 octobre 1918),
- 18 juin : Noémi Ferenczy, artiste textile et peintre hongroise († 20 décembre 1957),
- 22 juin : Claire Bertrand, peintre et dessinatrice française († 8 décembre 1969),
- 24 juin : Eugène Péchaubès, peintre animalier français († 2 février 1967),
- 25 juin : Walter Trier, dessinateur et illustrateur austro-hongrois puis tchécoslovaque († 8 juillet 1951),
- 26 juin : Gabrielle Bonaventure, peintre française († 2 février 1964),
- 27 juin : Marcel Roche, peintre, dessinateur et graveur français († 4 mars 1959),
- 28 juin : Pierre Bompard, peintre, graveur et illustrateur français († 13 juin 1962),
- 5 juillet : Amédée Dubois de La Patellière, peintre français († 9 janvier 1932),
- 20 juillet :
  - Giorgio Morandi, peintre et graveur italien († 18 juin 1964),
  - Maurice Mendjizky, peintre français d'origine polonaise († 8 mai 1951),
- 24 juillet : Jean Baldoui, peintre français († 5 septembre 1955),
- 28 juillet : Pinchus Krémègne, peintre et lithographe français d'origine russe († 5 avril 1981),
- 5 août : Naum Gabo, architecte et peintre russe († 23 août 1977),
- 19 août :
  - Yves Alix, peintre, graveur et écrivain français († 22 avril 1969),
  - Madeleine Plantey, peintre française († 4 février 1985),
- 25 août : Francis Cariffa, peintre français († 30 décembre 1975),
- 27 août :
  - Marcel Poncin, acteur, peintre et dessinateur français († 8 juin 1953),
  - Man Ray, photographe et peintre américain († 18 novembre 1976),
- 4 septembre : Jacques Laplace, peintre français († 20 septembre 1955),
- 7 octobre : Marcel-Louis Charpaux, peintre français († 22 août 1955),
- 12 octobre : Robert Mahias, peintre, aquarelliste, décorateur et illustrateur français († 24 août 1962),
- 16 octobre : Alphonse Rodet, peintre français († 4 février 1975),
- 17 octobre : Élisabeth Chaplin, peintre franco-toscane, († 28 janvier 1982),
- 5 novembre : Jan Zrzavý, peintre austro-hongrois puis tchécoslovaque († 12 octobre 1977),
- 13 novembre : Gaston Lavrillier, médailleur, peintre et sculpteur français († 27 mars 1969),
- 14 novembre : Vytautas Kairiūkštis, peintre lituanien († 13 juin 1961),
- 17 novembre : Maurice Drouart, sculpteur, décorateur, peintre, dessinateur, compositeur et poète français († 10 août 1968),
- 21 novembre : Jeanne Mammen, peintre et dessinatrice allemande († 22 avril 1976),
- 22 novembre : Jean-Jacques Gailliard, peintre belge († 17 avril 1976),
- 23 novembre : Lazar Lissitzky, peintre, designer, photographe, typographe et architecte russe († 30 décembre 1941),
- 28 novembre : Camille Barthélemy, peintre et graveur belge († 12 janvier 1961),
- 12 décembre : Pierre Savigny de Belay, peintre français († 30 juin 1947),
- 17 décembre : Osawa Gakiu, peintre japonais († 12 septembre 1953),
- 18 décembre : Ernesto García Cabral, caricaturiste, muraliste et illustrateur de livres d'alphabétisation mexicain († 8 août 1968),
- 20 décembre : Jean Dreyfus-Stern, peintre et graveur français († 23 décembre 1972),
- 24 décembre : Amerigo Bartoli, peintre, caricaturiste et écrivain italien († 20 décembre 1971),
- 26 décembre : Jehan Berjonneau, peintre français († 23 décembre 1966),
- ? :
  - Fernand Andrey-Prévost, peintre paysagiste français († 1961),
  - Max Camis, illustrateur et peintre français († 1985),
  - Enrico Castello, illustrateur et peintre futuriste italien († 1966),
  - Émile Didier, peintre français († 1965),
  - Fiodor Modorov, peintre russe puis soviétique († 1967),
- Vers 1890 :
- Richard Pirl, peintre figuratif et photographe suisse († vers 1950),
- 1889 ou 1890 :
- Müfide Kadri, peintre ottomane († 1912).

## Décès
- 3 janvier : Apollonie Sabatier, peintre, demi-mondaine et salonnière française (° 7 avril 1822),
- 25 janvier : Alexandre Protais,  peintre français (° 17 octobre 1825),
- 4 mars : François Vincent Latil, peintre français (° 2 février 1796),
- 29 mars : Pierre-Nicolas Brisset, peintre français (° 18 août 1810),
- 1er avril :  François-Émile de Lansac, peintre français (° 1er octobre 1803),
- 7 avril : Hector Hanoteau, peintre français (° 25 mai 1823),
- 20 avril : Eugène Cicéri, peintre, dessinateur, lithographe et aquarelliste français (° 27 janvier 1813),
- 30 avril : Charles-Henri Emile Blanchard, peintre français (° 1er septembre 1810),
- 5 mai : Joseph-Nicolas Robert-Fleury, peintre français (° 8 août 1797),
- 28 mai : Otto Mengelberg, peintre et graveur allemand (° avril 1817),
- 13 juin :
  - Johann Georg Hiltensperger, peintre d'histoire et professeur à l'Académie des beaux-arts de Munich (° 21 février 1806),
  - Vassili Poukirev, peintre et illustrateur russe (° 1832),
- 28 juin : Aleksandre Litovtchenko, peintre russe (° 26 mars 1835),
- 6 juillet : Ferdinand Marinus, peintre belge (° 20 août 1808),
- 11 juillet :
  - Novak Radonić, peintre et écrivain serbe (° 13 mars 1826),
  - Carl Steffeck, peintre allemand (° 4 avril 1818),
- 18 juillet : Héliodore Pisan, peintre, aquarelliste et graveur français (° 3 juillet 1822),
- 24 juillet : Charles Lapostolet, peintre paysagiste français (° 26 septembre 1824),
- 29 juillet : Vincent van Gogh, peintre néerlandais (° 30 mars 1853),
- 4 août : Émile Lévy, peintre et illustrateur français (° 29 août 1826),
- 23 août : Wilhelm Gentz, peintre allemand (° 9 décembre 1822),
- 4 septembre : Georges Bouet, peintre et archéologue français (° 1er janvier 1817),
- 6 octobre : Clément Pruche, peintre, dessinateur, lithographe et caricaturiste français (° 6 avril 1811),
- 9 octobre : August Borckmann, peintre allemand († 5 avril 1827),
- 16 octobre : Auguste Toulmouche, peintre français (° 21 septembre 1829),
- 2 novembre : Otto Frölicher, peintre suisse (° 5 juin 1840),
- 8 novembre : Cristóbal Rojas, peintre vénézuélien (° 15 décembre 1857),
- 19 novembre : Carl Gustaf Hellqvist, peintre d'histoire suédois (° 15 décembre 1851),
- 12 décembre : François Bocion, peintre et professeur de dessin suisse (° 30 mars 1828),
- 13 décembre : Alexandre Robert, peintre et portraitiste belge (° 27 février 1817),
- 18 décembre : Gerolamo Induno, patriote et peintre italien (° 13 décembre 1825),
- 19 décembre : Eugène Lami, peintre, aquarelliste, illustrateur, lithographe et décorateur français (° 12 janvier 1800),
- 24 décembre : Émile van Marcke, peintre et gravreur français (° 25 août 1827),
- ? :
  - Pietro Pezzati, peintre italien (° vers 1828),
  - Miloš Tenković, peintre serbe (° 8 avril 1849).